# میشائل گروس
میشائل گروس ورزشکار مرد رشتهٔ شنا اهل کشور آلمان است. وی در بین سال‌های ‎۱۹۸۴ تا ۱۹۸۸ میلادی در مسابقات بازی‌های المپیک تابستانی در مجموع ۶ مدال، شامل ۳ مدال طلا و ۲ نقره و ۱ برنز را کسب کرد.